# Andrest
Andrest – miejscowość i gmina we Francji, w regionie Oksytania, w departamencie Pireneje Wysokie.
Według danych na rok 1990 gminę zamieszkiwały 1253 osoby, a gęstość zaludnienia wynosiła 202 osób/km² (wśród 3020 gmin regionu Midi-Pyrénées Andrest plasuje się na 278. miejscu pod względem liczby ludności, natomiast pod względem powierzchni na miejscu 1392.).